# Elvis (NBC-TV Special)
| Recensione                    | Giudizio |
| ----------------------------- | -------- |
| AllMusic                      | [ 1 ]    |
| MusicHound                    | [ 2 ]    |
| Rolling Stone                 | (misto)  |
| The Rolling Stone Album Guide | [ 4 ]    |
| Rough Guides                  | [ 5 ]    |

Elvis è il 27º album in studio di Elvis Presley, pubblicato nel 1968 negli Stati Uniti, contenente la colonna sonora dello speciale televisivo dedicatogli dalla NBC che segnò il suo pieno ritorno sulla scena musicale dopo gli anni passati a girare film.

## Produzione
I brani vennero registrati negli studi televisivi Western Recorders nel mese di giugno del 1968 per un programma televisivo che sarebbe stato trasmesso il 3 dicembre dello stesso anno.

## Accoglienza
L'album raggiunse l'ottavo posizione nella classifica americana dove permase per 32 settimane e vendette oltre un milione di copie; venne premiato col disco d’oro dalla RIAA il 22 luglio 1969 e con quello di platino il 15 luglio 1999.

## Storia
Conosciuto anche come The '68 Comeback Special, questo programma televisivo, registrato nel giugno del 1968 e trasmesso dalla NBC il 3 dicembre dello stesso anno, segna il ritorno di Presley sulle scene musicali dopo 7 anni. Anche se lo show non era un vero e proprio concerto dal vivo (bisognerà aspettare l'anno seguente con gli ingaggi a Las Vegas), Presley era attorniato comunque da un vero pubblico e visse questo evento con immensa tensione e paura di non piacere più al suo pubblico che da casa lo avrebbe seguito, abituato com'era a cantare e a esibirsi da anni solo di fronte a una cinepresa. Il programma all'inizio fu pensato dal manager di Elvis, il Tom Parker, come un semplice programma natalizio in cui Presley avrebbe dovuto cantare alcune canzoni di Natale; tuttavia Elvis riuscì a imporre la sua volontà per renderlo il momento per dimostrare al mondo e a una nuova generazione di giovani che quasi non lo conoscevano, che il "Re" era tornato.
Il programma venne diretto da Steve Binder, famoso per aver diretto altri show musicali per la NBC. 
Con indosso un abito di pelle nera creato dal costumista Bill Belew, abbronzato e in perfetta forma fisica, Presley cantò le sue canzoni su un palco simile a un ring accompagnato dai suoi musicisti di sempre (Scotty Moore e D. J. Fontana in prima linea). La struttura dello spettacolo comprendeva un'apertura con il medley Trouble/Guitar Man, il "Sit-down show", lo "Stand-up show", il "Gospel medley", la sequenza di Guitar Man, e la chiusura con la canzone If I Can Dream.
L'NBC TV Special originale e tutte le prove dei vari show sono contenuti nella Deluxe Edition DVD. Il doppio CD Memories (1999) contiene lo show originale più altre performance fino ad allora inedite.

## Tracce

### Lato 1
1. Medley:
  1. Trouble
  2. Guitar Man
  3. Lawdy Miss Clawdy
  4. Baby, What You Want Me To Do
2. Medley:
  1. Heartbreak Hotel
  2. Hound Dog
  3. All Shook Up
  4. Can't Help Falling in Love
  5. Jailhouse Rock
  6. Don't Be Cruel
  7. Blue Suede Shoes
  8. Love Me Tender
3. Medley:
  1. Where Could I Go But To The Lord
  2. Up Above My Head
  3. Saved

### Lato 2
1. Medley:
  1. Baby What You Want Me To Do
  2. That's All Right
  3. Blue Christmas
  4. One Night
2. Memories
3. Medley:
  1. Nothingville
  2. Big Boss Man
  3. Guitar Man
  4. Little Egypt
  5. Trouble
4. If I Can Dream